# Bariq
Bariq (arabiska بارق, Bareq) är en stad i sydvästra Saudiarabien. Staden ligger på 389 meter över havet, och hade 50 113 invånare vid folkräkningen 2010.
Kungariket Hijaz, där staden Bariq då låg, erövrades från hashimiterna av Ibn Saud 1924 och införlivades med kungariket Saudiarabien när detta bildades 1932.

## Klimat
Bariq har varma vintrar med en temperatur på mellan 19 och 28 grader dagtid. Sommartid stiger temperaturen över 40 grader dagtid, medan den sjunker till 27 grader på kvällen.

## Demografi
| År   | Invånarantal |
| ---- | ------------ |
| 1800 | 30,000.      |
| 1916 | 50,000.      |
| 1970 | 50,000.      |
| 1974 | 50,000.      |
| 2010 | 50,113.      |